# Kenneth Johansson
John Per Kenneth Johansson, född 2 maj 1956 i Krylbo kyrkobokföringsdistrikt i Kopparbergs län, död 31 juli 2021 i Kristine distrikt i Falun, var en svensk politiker (centerpartist). Han var riksdagsledamot 1998–2012, landshövding i Värmlands län 2012–2018 och ordförande i Statens medicinsk-etiska råd 2019–2021.

## Biografi
Kenneth Johansson var född och uppvuxen i Folkärna utanför Avesta. Han blev föreningsaktiv i Centerns ungdomsförbund (CUF) vid 14 års ålder och hade sedan dess förtroendeuppdrag i CUF och Centerpartiet. I sin ungdom feriearbetade han bland annat som vårdare vid Kumlaanstalten och inom socialförvaltningen i Falu kommun. Johansson arbetade också som alkohol- och narkotikainstruktör inom CUF-distriktet i Dalarna i början av 1970-talet och valorganisatör för Folkare Centern inför riksdagsvalet 1976.
Johansson utbildade sig till förvaltningssocionom vid Högskolan i Örebro och anställdes som administrativ chef i Kopparbergs läns landsting 1981–1991. Han var heltidspolitiker från 1991, först i Falu kommun som socialnämndens ordförande och oppositionsråd, tjänstgjorde som ersättare i riksdagen 29 januari – 29 februari 1996 och var ordinarie riksdagsledamot 1998–2012, invald i Dalarnas läns valkrets. Johansson var ledamot i socialutskottet från 1998 och dess ordförande 2006–2012. Han var även suppleant i socialförsäkringsutskottet samt ledamot av krigsdelegationen och riksdagens valberedning.
Den 31 maj 2012 förordnade regeringen Johansson som landshövding i Värmlands län från 1 oktober 2012; förordnandet avslutades den 31 december 2018.
Tillsammans med partikollegan Lars Weinehall skrev Johansson boken Hela Sverige: en bok om hälsoklyftor och med recept för att hela Sverige, som gavs ut 2002. Johansson utgav 2012 boken Socialpolitik – som jag ser det.

## Styrelseuppdrag
- Ordförande för Centerpartiet i Dalarna 1995–2003
- Ledamot i Centerpartiets partistyrelse 1997–2007
- Ledamot i Socialstyrelsens styrelse/insynsråd 2000–2012
- Ledamot Statens medicinsk-etiska råd (Smer) 2002-2005
- Ordförande i Bygdegårdarnas Riksförbund 2002–2007
- Ordförande i RIA:s stödförening i Falun 2004–2013
- Ledamot i bolagsstyrelsen för Samhall AB 2004–2017
- Ledamot i LSS-kommittén (översyn lagen om stöd och service till vissa personer med funktionshinder) 2004–2008 (ordförande 2006–2008)
- Ordförande i Socialstyrelsens Donationsråd 2014–2018
- Hedersledamot Värmlands nation Uppsala 2017–
- Ordförande Statens medicinsk-etiska råd (Smer) 2019–2021
- Ordförande Förbundet Svensk Fäbodkultur och Utmarksbruk (FSF) 2019–

## Övriga statliga utredningar
- Ledamot Kommittén om medborgarskap - Medborgarskap i svensk lagstiftning (SOU) 2000:106
- Ledamot 1999 års författningsutredning (Ju 1999:13)
- Expert, utredningen om donations- och transplantationsfrågor (SOU) 2015:84